# Guy Chambers
Guy Chambers (* 12. Januar 1963 in London) ist ein britischer Songwriter, Musiker und Plattenproduzent.

## Leben
Chambers studierte Komposition an der Londoner Guildhall School of Music. Nach dem Studium ging Chambers als Musiker auf Tour, u. a. mit Julian Cope und den Waterboys, bevor er sich 1986 Karl Wallingers Projekt World Party zuwandte und mit Wallinger zusammen für das Album Bang schrieb.
1993 gründete Chambers seine eigene Band The Lemon Tree, 1995 kam aber bereits das Aus für die Band. Danach wandte er sich vermehrt dem Songwriting zu, bis er im Januar 1997 mit Robbie Williams zusammentraf.

## Zusammenarbeit mit Robbie Williams
Chambers agierte für Williams’ erste fünf Alben als Co-Autor und Produzent. Jedes dieser Alben erreichte Platz 1 in den britischen Charts, und insgesamt verkauften sie sich weltweit mehr als 37 Millionen Mal. Chambers war an vielen Hits von Williams beteiligt, u. a. an Angels (zu dem er den Refrain verfasste), Let Me Entertain You, Millennium, No Regrets, Rock DJ, Supreme, Feel und Sexed Up. Nach den Aufnahmen zu Williams’ fünftem Album Escapology im Jahr 2002 endete die Zusammenarbeit aufgrund künstlerischer Differenzen. 2013 fanden beide wieder zusammen und arbeiteten gemeinsam an Williams’ Album Swings Both Ways, das Chambers auch produzierte. Es folgten The Heavy Entertainment Show und 2019 mit The Christmas Present das erste Weihnachtsalbum beider Künstler. In den Jahren der Zusammenarbeit begleitete Chambers Williams auch jeweils auf den zugehörigen Tourneen.

## Nach dem Bruch mit Williams
Seitdem hat Chambers für eine Vielzahl von Künstlern geschrieben und produziert, darunter Katie Melua, Texas, Will Young, Rachel Stevens, Andrea Bocelli und Trickster. Außerdem arbeitete er an einer Reihe Filmmusiken wie den Soundtracks für Bridget Jones – Schokolade zum Frühstück, Findet Nemo und Tatsächlich… Liebe sowie eine Zusammenarbeit mit Queen zu We Are the Champions für den Film Ritter aus Leidenschaft.
Chambers schrieb Songs für Kylie Minogues 2000er Album Light Years, darunter die Single Kids (ein Duett mit Williams) sowie Your Disco Needs You.

## Auszeichnungen
- 3 Ivor Novello Awards
- 3 BRIT Awards
- Q Classic Songwriter Award
- MMF Best Produced Record Award

## Werke (Auswahl)

### MitThe Lemon Treeals Musiker
- 1993: Open Book (Album)
- 1992: Let It Loose (Single)

### Solo
- 2019: Go Gentle into the Light (Album)

### Als Songschreiber (Auswahl)

#### Robbie Williams
- 1997: Robbie Williams – Life Thru a Lens (8 × Platin)
- 1998: Robbie Williams – I’ve Been Expecting You (10 × Platin)
- 2000: Robbie Williams – Sing When You’re Winning (8 × Platin)
- 2001: Robbie Williams – Swing When You’re Winning (8 × Platin)
- 2002: Robbie Williams – Escapology (6 × Platin)
- 2003: Robbie Williams – Live at Knebworth (2 × Platin)
- 2004: Robbie Williams – Greatest Hits (5 × Platin)
- 2013: Robbie Williams – Swings Both Ways

#### Andere Künstler
- 1990: World Party – Goodbye Jumbo
- 1999: Tom Jones – Reload
- 2000: Kylie Minogue – Light Years
- 2001: Diana Ross – Love and Life – The Very Best Of
- 2003: Melanie C – Reason
- 2004: Brian McFadden – Irish Son
- 2004: Delta Goodrem – Mistaken Identity
- 2004: Jessica Simpson – In This Skin
- 2005: James Blunt – Back to Bedlam
- 2005: Melanie C – Beautiful Intentions
- 2005: Sophie Hunter – The Isis Project
- 2007: Melanie C – This Time
- 2007: Kylie Minogue – X
- 2007: Darren Hayes – Who Would Have Thought?
- 2008: Monrose – I Am
- 2009: Tokio Hotel – Humanoid
- 2010: Katie Melua – The House
- 2011: Schmidt – Femme Schmidt
- 2011: Sophie Hunter – Songs for a Boy
- 2013: Frida Gold – Liebe ist meine Religion
- 2022: Trickster – Thank Fuck It's Christmas/Praise Be It’s Christmas